# Schwabmünchen
Schwabmünchen (pronunciación en alemán: /ʃvaːpˈmʏnçn̩/ⓘ) es una ciudad en el distrito de Augsburgo en la región administrativa Suabia en Baviera, Alemania, a 20 km al sur de Augsburgo. En la ciudad se hallaron huellas de asentamientos celtas, romanos y alamanos.

## Rapis
Un antiguo mapa de carreteras romanas, la Tabula Peutingeriana, muestra un asentamiento llamado Rapis o Rapae (latín para: en los campos de remolacha) donde hoy está ubicado Schwabmünchen. Rapis se convirtió en el mayor centro de cerámica en el norte de la provincia Recia del Imperio Romano. Este tipo de cerámica se llama mercancía rética.